# Trunk 3
Als Trunk 3 (T3, T-3 oder DS3 bzw. DS-3) bezeichnet man in der Telefonie den dritten Multiplexlevel des US-amerikanischen Telefonsystems mit einer Datenrate von 44,736 Mbit/s bzw. 28 T1-Datenkanälen.
Eine T3-Verbindung entspricht etwa 672 gekoppelten Sprachleitungen; die Leitung kann auch anteilig angemietet werden (englisch fractional T3). Ein kompletter T3-Anschluss kann als Standleitung angemietet werden (leased line) und dient häufig zur Anbindung von einem Internet Service Provider (ISP) zu einem Backbone.
Das europäische Äquivalent dazu ist die Festverbindung E3 mit einer Datenrate von rund 34 Mbit/s.